# Quận Northampton, Pennsylvania
Quận Northampton là một quận trong tiểu bang Pennsylvania, Hoa Kỳ. Quận lỵ đóng ở Easton nhưng thành phố lớn nhất quận là Bethlehem6. Theo điều tra dân số năm 2000 của Cục điều tra dân số Hoa Kỳ, quận có dân số 267.066 người, (ước tính năm 2008 dân số là 294.787 người)..2
Quận được lập

## Địa lý
Theo Cục điều tra dân số Hoa Kỳ, quận có diện tích 976 kilômét vuông, trong đó có 10 km2 là diện tích mặt nước.

### Các quận giáp ranh
- Quận Monroe (bắc)
- Quận Warren, New Jersey (đông)
- Bucks County (nam)
- Quận Lehigh (tây)
- Quận Carbon (tây bắc)

## Thông tin nhân khẩu
Theo điều tra dân số 2 năm 2000, quận đã có dân số 267.066 người, 101.541 hộ, và 71.078 gia đình sống trong quận. Mật độ dân số là 714 người trên một dặm vuông (276/km ²). Đã có 106.710 đơn vị nhà ở với mật độ trung bình là 286 dặm vuông (110/km ²). Cơ cấu dân tộc dân cư quận gồm 91,23% người da trắng, 2,77% da đen hay Mỹ gốc Phi, 0,15% người Mỹ bản xứ, 1,37% người châu Á, Thái Bình Dương 0,03%, 3,06% từ các chủng tộc khác, và 1,39% từ hai hoặc nhiều chủng tộc. 6,69% dân số là người Hispanic hay Latino thuộc chủng tộc nào. 24,0% là của Đức, 14,0% người Ý, Ailen 8,8%, 5,1% tiếng Anh và 5,1% người Mỹ gốc theo điều tra dân số năm 2000. 89,3% nói tiếng Anh và tiếng Tây Ban Nha 5,5% là ngôn ngữ đầu tiên của họ.
Đã có 101.541 hộ, trong đó 31,20% có trẻ em dưới 18 tuổi sống chung với họ, 56,40% là các cặp vợ chồng sống với nhau, 9,80% có chủ hộ là nữ không có mặt chồng, và 30,00% là không lập gia đình. 24,70% của tất cả các hộ gia đình đã được tạo thành từ các cá nhân và 11,20% có người sống một mình 65 tuổi trở lên đã được người. Bình quân mỗi hộ là 2,53 và cỡ gia đình trung bình là 3,02.
Trong quận, độ tuổi dân cư gồm 23,30% ở độ tuổi dưới 18, 9,20% 18-24, 28,30% 25-44, 23,40% 45-64, và 15,70% người 65 tuổi trở lên. Tuổi trung bình là 38 năm. Cứ mỗi 100 nữ có 94,80 nam giới. Cứ mỗi 100 nữ 18 tuổi trở lên, đã có 91,70 nam giới.